# Чемпионат России по софтболу 2023
32-й чемпионат России по софтболу проходил с 18 июня по 20 августа 2023 года с участием 10 женских команд. Чемпионский титул в 4-й раз в своей истории и в 4-й раз подряд выиграла команда «РусСтар» (Москва).

## Система проведения чемпионата
Чемпионат состоял из двух этапов. На первой стадии 7 команд играли в два круга по туровой системе. 3 лучшие команды вышли в финальную группу «А» и в 5-круговом турнире определили призёров. Учитывались матчи команд-финалистов между собой на первом этапе. Оставшиеся 4 команды составили финальную группу «Б» и в 3-круговом турнире разыграли места с 4-е по 7-е. Матчи, проведённые командами группы между собой на первом этапе, также учитывались. Ещё 3 команды, не принимавшие участие в первом этапе, в однокруговом турнире разыграли 8—10-е места. За победу присуждается 2 очка, за поражение — 1, за техническое поражение — 0. В случае равенства очков преимущество отдаётся команде, имеющей лучшие показатели по результатам личных встреч.

## Первый этап
| М | Команда                    | 1         | 2         | 3         | 4        | 5         | 6         | 7         | И  | В  | П  | О  |
| - | -------------------------- | --------- | --------- | --------- | -------- | --------- | --------- | --------- | -- | -- | -- | -- |
| 1 | «Карусель» Тучково         |           | 6:3 8:6   | 5:0 14:0  | 4:3 6:4  | 7:0 6:4   | 17:1 8:1  | 10:0 11:1 | 12 | 12 | 0  | 24 |
| 2 | «РусСтар» Москва           | 3:6 6:8   |           | 14:1 5:4  | 9:2 14:3 | 12:0 12:2 | 15:0 17:0 | 16:0 6:1  | 12 | 10 | 2  | 22 |
| 3 | «Калита» Одинцовский район | 0:5 0:14  | 1:14 4:5  |           | 9:8 3:2  | 7:6 8:2   | 10:3 11:1 | 9:1 9:2   | 12 | 8  | 4  | 20 |
| 4 | «Юг» Москва                | 3:4 4:6   | 2:9 3:14  | 8:9 2:3   |          | 4:8 10:3  | 13:1 7:0  | 8:1 12:2  | 12 | 5  | 7  | 17 |
| 5 | «Московия» Москва          | 0:7 4:6   | 0:12 2:12 | 6:7 2:8   | 8:4 3:10 |           | 15:5 6:2  | 18:3 10:1 | 12 | 5  | 7  | 17 |
| 6 | «Звезда» Звенигород        | 1:17 1:8  | 0:15 0:7  | 3:10 1:11 | 1:13 0:7 | 5:15 2:6  |           | 14:7 9:0  | 12 | 2  | 10 | 14 |
| 7 | «Москвич» Москва           | 0:10 1:11 | 0:16 1:6  | 1:9 2:9   | 1:8 2:12 | 3:18 1:10 | 7:14 0:9  |           | 12 | 0  | 12 | 12 |

Места проведения туров:
- 1. 18—26 июня — Тучково (Рузский район, Московская область);
- 2. 17—25 июля — Москва.

## Второй этап
Москва

### Группа «А» (за 1—4 места)
| М | Команда                    | 1                             | 2                              | 3                              | И  | В  | П  | О  |
| - | -------------------------- | ----------------------------- | ------------------------------ | ------------------------------ | -- | -- | -- | -- |
| 1 | «РусСтар» Москва           |                               | 3:6 6:8 2:1 0:3 6:4 2:1 5:0    | 14:1 5:4 12:4 4:0 0:1 5:2 4:0  | 14 | 10 | 4  | 24 |
| 2 | «Карусель» Тучково         | 6:3 8:6 1:2 3:0 4:6 1:2 0:5   |                                | 5:0 14:0 10:2 7:3 8:0 11:0 5:1 | 14 | 10 | 4  | 24 |
| 3 | «Калита» Одинцовский район | 1:14 4:5 4:12 0:4 1:0 2:5 0:4 | 0:5 0:14 2:10 3:7 0:8 0:11 1:5 |                                | 14 | 1  | 13 | 15 |

- Курсивом выделены результаты матчей первого этапа, пошедшие в зачёт второго.
- «РусСтар» в итоговой таблице занимает место выше «Карусели» при равенстве очков за счёт преимущества по личным встречам (4-3).

### Группа «Б» (за 4—7 места)
| М | Команда             | 4                      | 5                      | 6                      | 7                      | И  | В  | П  | О  |
| - | ------------------- | ---------------------- | ---------------------- | ---------------------- | ---------------------- | -- | -- | -- | -- |
| 4 | «Московия» Москва   |                        | 8:4 3:10 2:1 0:7 2:0   | 15:5 6:2 6:5 9:1 13:10 | 18:3 10:1 5:1 5:2 10:3 | 15 | 13 | 2  | 28 |
| 5 | «Юг» Москва         | 4:8 10:3 1:2 7:0 0:2   |                        | 13:1 7:0 6:0 4:7 2:12  | 8:1 12:2 10:0 11:0 7:0 | 15 | 10 | 5  | 25 |
| 6 | «Звезда» Звенигород | 5:15 2:6 5:6 1:9 10:13 | 1:13 0:7 0:6 7:4 12:2  |                        | 14:7 9:0 12:6 10:0 5:1 | 15 | 7  | 8  | 22 |
| 7 | «Москвич» Москва    | 3:8 1:10 1:5 2:5 3:10  | 1:8 2:12 0:10 0:11 0:7 | 7:14 0:9 6:12 0:10 0:5 |                        | 15 | 0  | 15 | 15 |

- Курсивом выделены результаты матчей первого этапа, пошедшие в зачёт второго.

### Группа «В» (за 8—10 места)
| М  | Команда                         | 8    | 9    | 10   | И | В | П | О |
| -- | ------------------------------- | ---- | ---- | ---- | - | - | - | - |
| 8  | сборная Санкт-Петербурга        |      | 12:5 | 11:3 | 2 | 2 | 0 | 4 |
| 9  | сборная Республики Крым         | 5:12 |      | 13:6 | 2 | 1 | 1 | 3 |
| 10 | сборная Республики Башкортостан | 3:11 | 6:13 |      | 2 | 0 | 2 | 2 |

## Призёры
«РусСтар» (Москва).
 «Карусель» (Тучково).
 «Калита» (Одинцовский район).